# Sende-Server
Ein Sendeserver im Rundfunkbereich hat die Aufgabe, digitalisiertes Sendematerial (Filme, Magazine, Nachrichten, Wetter etc.), welches auf Speichermedien (Festplatten, Bandroboter etc.) liegt, hintereinander abzuspielen. Technisch verhält er sich ähnlich einer MAZ, nur dass der Sendeserver sehr viele virtuelle „MAZen“ in sich beherbergt. Er kann in der Regel „frame-genau“ angesteuert werden, da „Cue-Zeiten“ wie sonst bei Bändern entfallen. Der Sendeserver wird in der Regel über eine Sendeablaufsteuerung gesteuert, welche vom Sendeabwickler bedient wird.
Beispiele für Sendeserver:
- Omneon Spectrum Server (Omneon)
- Omneon MediaDeck (Omneon)
- Profile (Grass Valley)
- ViTex 'INKA 4' (e&s)